# ISO 3166-2:BR
ISO 3166-2: BR é o subconjunto de códigos definido em ISO 3166-2, parte do padrão ISO 3166 publicado pela Organização Internacional para Padronização (ISO), para os nomes das principais subdivisões do Brasil.
Os códigos referem-se aos 26 estados e ao Distrito Federal. Cada código é composto de duas partes, separadas por um hífen. A primeira parte é BR, o ISO 3166-1 alfa-2 código do Brasil, e a segunda parte é um subcódigo duas-letras da subdivisão do Brasil.

## Códigos atuais
Códigos ISO 3166 e nomes das subdivisões estão listados como publicado pela Maintenance Agency (ISO 3166/MA). As colunas podem ser classificadas clicando nos respectivos botões.
| Código | Subdivisão nome     | Subdivisão tipo  |
| ------ | ------------------- | ---------------- |
| BR-AC  | Acre                | estado           |
| BR-AL  | Alagoas             | estado           |
| BR-AP  | Amapá               | estado           |
| BR-AM  | Amazonas            | estado           |
| BR-BA  | Bahia               | estado           |
| BR-CE  | Ceará               | estado           |
| BR-ES  | Espírito Santo      | estado           |
| BR-GO  | Goiás               | estado           |
| BR-MA  | Maranhão            | estado           |
| BR-MT  | Mato Grosso         | estado           |
| BR-MS  | Mato Grosso do Sul  | estado           |
| BR-MG  | Minas Gerais        | estado           |
| BR-PA  | Pará                | estado           |
| BR-PB  | Paraíba             | estado           |
| BR-PR  | Paraná              | estado           |
| BR-PE  | Pernambuco          | estado           |
| BR-PI  | Piauí               | estado           |
| BR-RJ  | Rio de Janeiro      | estado           |
| BR-RN  | Rio Grande do Norte | estado           |
| BR-RS  | Rio Grande do Sul   | estado           |
| BR-RO  | Rondônia            | estado           |
| BR-RR  | Roraima             | estado           |
| BR-SC  | Santa Catarina      | estado           |
| BR-SP  | São Paulo           | estado           |
| BR-SE  | Sergipe             | estado           |
| BR-TO  | Tocantins           | estado           |
| BR-DF  | Distrito Federal    | distrito federal |

## Códigos extintos
Códigos de estados e territórios extintos:
- FN: Território de Fernando de Noronha, separado de Pernambuco (PE) em 1942, reincorporado ao estado em 1988.
- GB: Estado da Guanabara, substituiu o antigo Distrito Federal (DF) em 1960, incorporado ao estado do Rio de Janeiro (RJ) em 1975.
- GR: Território do Guaporé, formado a partir de partes do Amazonas (AM) e Mato Grosso (MT) em 1943, renomeado Rondônia (RO) em 1956, tornou-se estado em 1981.
- IC: Território do Iguaçu, formado a partir de partes do Paraná (PR) e Santa Catarina (SC) em 1943, reincorporado aos estados em 1946.
- PP: Território de Ponta Porã, separado de Mato Grosso (MT) em 1943, reincorporado ao estado em 1946, parte de Mato Grosso do Sul (MS) desde sua criação em 1977.
- RB: Território do Rio Branco, separado do Amazonas (AM) em 1943, renomeado Roraima (RR) em 1962, tornou-se estado em 1988.